# Serge Lifar
Serge Lifar (en ucraniano: Сергі́й Миха́йлович Ли́фар, Serhiy Myjáylovych Lýfar) (Kiev, 2 de abril de 1905-Lausana, 15 de diciembre de 1986), bailarín, coreógrafo y director de compañía ucraniano, nacionalizado francés. Fue, en los años veinte, bailarín y luego primer bailarín en los Ballets Rusos de Serguéi Diáguilev y primer bailarín y director del Ballet de la Ópera de París durante casi tres décadas. Lifar está considerado como un renovador y un modernizador del ballet francés y su influencia sobre todos los aspectos de la danza francesa en la segunda mitad del siglo veinte es innegable. Bajo su égida emergieron no solo estrellas del ballet de la Ópera como Yvette Chauviré, Lycette Darsonoval, Michel Renault, Solange Schwarz, Liane Daydé sino también representantes de la generación más joven como Roland Petit, Janine Charrat, Nina Vyroubova y otros. Como estudioso de la danza y cronista de su tiempo dejó interesantes textos que echan una luz siempre muy personal sobre toda una época.

## Los Ballets Rusos
Hijo de un funcionario público del Imperio zarista ruso, Lifar empezó a los dieciséis años, ya pasada la Revolución rusa de 1917 a estudiar danza con Bronislava Nijinska, entonces directora del ballet de la Ópera de Kiev. Gracias a ella viajó a comienzos del año 1923 con otros cuatro condiscípulos a París para ser presentado a Diáguilev y de allí seguir viaje a Montecarlo donde los Ballets Rusos tenían sus cuarteles de invierno. Por su carácter extrovertido, su sentido competitivo y su buena presencia Lifar se destacó pronto del corps de ballet y llamó la atención de Diáguilev que le encomendó pequeños papeles de solista y se preocupó de su formación. A pesar de la opinión tajante de Nijinska de que Lifar nunca sería un premier danseur una serie de coincidencias como la marcha del primer bailarín y favorito de Diáguilev Anton Dolin y la llegada a la compañía de George Balanchine, un joven coreógrafo procedente de la URSS convirtieron a Lifar en primera figura. El estreno de Apollon musagète con música de Ígor Stravinski y coreografía de Balanchine en la primavera de 1928 en el Théâtre Sarah Bernhardt de París confirmó a Lifar como estrella de la danza --"el Valentino del ballet" como alguien le definió. Balanchine creó para Apolo un estilo que ponía de relieve las cualidades de Lifar y disimulaba sus deficiencias, sobre todo técnicas. Este estilo llamado "neoclásico" también definió Le Fils prodigue (mús. Prokófiev), otro trabajo conjunto Lifar/Balanchine que se estrenó el 2 de mayo de 1929 en París y constituyó un gran éxito para Lifar. La muerte de Diáguilev poco después en Venecia, el 19 de agosto de 1929 dio un giro radical a la vida de Lifar.

## La Ópera de París
Mientras se dirimía el futuro de los Ballets Rusos en Montecarlo Balanchine fue invitado por la Ópera de París para coreografíar Lés créatures de Promethée (mús. Beethoven) y se llevó consigo a Lifar como protagonista. Balanchine cayó enfermo y Lifar terminó el trabajo empezado, estrenado ese mismo año de 1929. La excelente acogida por parte del público y la crítica animó al entonces director de la Ópera Jacques Rouché a contratar inmediatamente a Lifar como danseur étoile, y al año siguiente como maître de ballet y coreógrafo. Lifar fue fiel al legado artístico de los Ballets Rusos. No solo bailó El Espectro de la rosa (en 1931) y La siesta de un fauno (en 1935), también en sus nuevas creaciones Icare (1935), Istar (1941), Suite en blanc (1943), Les Mirages (1944) siguió los principios de Diáguilev de la unidad armónica entre música, danza y escenografía. En su afán de dar a la danza la dignidad, que según él le correspondía, Lifar obligó a que se apagaran las luces del patio de butacas durante las funciones, prohibió a las bailarinas lucir en escena sus joyas personales, acabó con la costumbre que en el Foyer de la danse las bailarinas recibieran a sus admiradores e introdujo veladas semanales dedicadas por completo a la danza.
Al estallar la Segunda Guerra Mundial y producirse la Ocupación de París en 1940, Jean Rouché intentó evitar que la Ópera cayera bajo la administración militar alemana y que sus artistas y trabajadores fueran víctimas de las leyes del ocupante. Mantuvo la actividad artística y Lifar como director del ballet le secundó. Al llegar la Liberación en agosto de 1944, tanto Rouché como Lifar fueron acusados de "colaborar con el enemigo" y destituidos de sus puestos. Lifar se refugió en Montecarlo donde asumió la dirección del ballet de la Ópera de 1944 a 1947 transformándolo en el Nouveau Ballet de Montecarlo. En 1947, una vez libre de los cargos que se le imputaban, Lifar regresó a la Ópera de París con el apoyo decisivo del nuevo director Georges Hirsch, antiguo miembro de la Resistencia
En su segunda etapa en la Ópera de París (1947-1958), Lifar siguió su trayectoria con ballets neoclásicos como Phèdre con libreto de Cocteau y música de Auric, reposiciones del repertorio de los Ballets Rusos como El pájaro de fuego (1954) y nuevas creaciones como Les Noces fantastiques y Romeo y Julieta con música de Prokófiev ambas de 1955. Sus propios ballets de los años treinta-cuarenta Suite en blanc, Aubade, Les Mirages y otros entraron en el repertorio del ballet de la Ópera. Lifar se despidió del público como bailarín en 1956, en el papel de Albrecht en Giselle y dejó definitivamente la Ópera en 1958. 
A través de sus colaboraciones puntuales en los escenarios internacionales, de sus publicaciones y de su pertenencia a la Académie des Beaux Arts desde 1968 Lifar mantuvo cierta influencia sobre el mundo del ballet. Al final de su vida se retiró a Lausana con su compañera Lillian Ahlefeldt que a la muerte de Lifar en 1986 se convirtió en depositaria de su patrimonio artístico y contribuyó con sus desmedidas exigencias a que cayera en el olvido el repertorio lifariano. La Fundación Lifar creada por ella y dirigida posteriormente por Attilio Labis y Charles Jude, antiguos primeros bailarines de la Ópera de París, fomenta la recuperación de las obras coreográficas esenciales de Lifar.
Entre las numerosas publicaciones de Serge Lifar sobre la danza sobresalen sus recuerdos sobre Diáguilev y los Balletes Rusos:
Diaghilev e Histoire des Ballets Russes, ambas publicadas en 1939, y sus memorias: Ma vie de 1965.